# Constance Fox Talbot

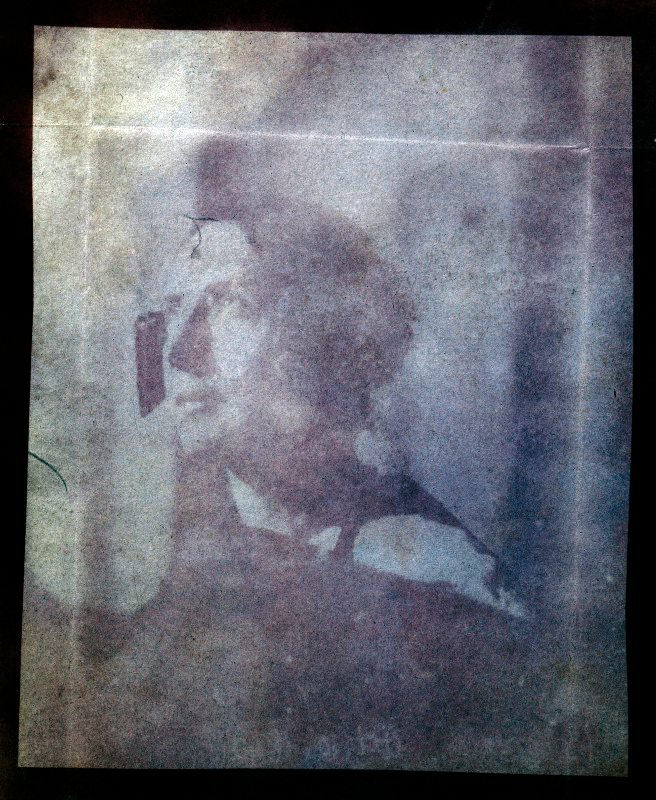
Constance Fox Talbot (Kalotypie von William Fox Talbot, ca. 1840)

Constance Fox Talbot, geb. Mundy (* 30. Januar 1811 in Mackworth (Amber Valley), Derbyshire; † 9. September 1880 in Royal Borough of Kensington and Chelsea, Greater London) war eine englische Künstlerin, die als erste Frau überhaupt 1843 ein Foto machte – ein Bild eines vierzeiligen Verses des irischen Dichters Thomas Moore.

## Leben
Constance Mundy stammte aus einem wohlhabenden Elternhaus in Mackworth in der Grafschaft Derbyshire und war die jüngste Tochter von insgesamt fünf Kindern. Ihr Vater Francis Mundy war von 1822 bis 1831 Parlamentsabgeordneter in der Grafschaft Derbyshire.
Am 20. Dezember 1832 heiratete Constance den englischen Fotografen und Universalgelehrten William Henry Fox Talbot in der All Souls Church in London. Aus der Ehe gingen die vier Kinder Charles Henry, Rosamond Constance, Matilda Caroline (die zunächst Photogena heißen sollte, als Reminiszenz an, wie William insistierte, „seine“ 1834 gemachte Erfindung der Fotografie) und Ela Theresa hervor.
William Fox Talbot war Angehöriger der englischen Oberschicht, seine Mutter die adlige Lady Elisabeth Feilding. Er galt als einer der Hauptakteure bei der Entwicklung der Fotografie in den 1830er und 1840er Jahren. Umfassend gebildet und erfolgreich auf weiten Gebieten der Natur- und Geisteswissenschaften, erreichte er neben vielen bahnbrechenden Forschungsergebnissen aus heutiger Sicht seine größte Leistung auf dem Gebiet der Fotografie.
Schon ab 1833 begann er mit „Fotogenischen Zeichnungen“ zu experimentieren, die zunächst noch Probleme bei der Fixierung aufzeigten und häufig nachdunkelten. Nach und nach entwickelte er ein Negativ-Positiv-Verfahren, das beliebig oft vervielfältigt werden konnte, welches er auch Kalotypie oder Talbotypie nannte.
Ab dem Jahr 1839 experimentierte auch Constance kurzzeitig mit diesem Verfahren und machte im Herbst 1843 ihre erste Fotografie in Form eines vierzeiligen Verses der Irish Melodies, einem Gedicht ihres Freundes Thomas Moore. In einem Brief an ihren Mann berichtete sie am 1. Dezember 1843: „Ich habe einen kleinen Rahmen mit den 4 ersten Zeilen der 'Last rose of Summer' komponiert und warte nun auf besseres Wetter.“ Wenig später arrangierte Constance ihre ausgeschnittenen Buchstaben vor der Kamera und fertigte ein Negativ des Textes an, das heute noch abziehbar wäre und von welchem nur eine Kopie erhalten geblieben ist.
Die meisten Fotografien aus dem Hause Talbot wurden nie signiert, was eine eindeutige Zuschreibung erschwert.
Ausgestattet mit den Privilegien des gehobenen Bürgertums, unternahm sie ähnlich ihrem Mann viele Reisen im In- und Ausland, um ihre zahlreichen Verwandten um sich zu haben.
Constance Fox Talbot starb 1880 im Alter von 69 Jahren und wurde auf dem Lacock Friedhof in der Grafschaft Wiltshire begraben.